# Artroplastia inversa de hombro
La artroplastia inversa de hombro es un tipo de artroplastia de hombro en el que se altera la relación normal de la articulación glenohumeral, invirtiendo la posición de la rótula. Esta inversión crea una articulación más estable con un punto de apoyo fijo. Se recurre a esta forma de artroplastia cuando la cirugía convencional de hombro no sería efectiva y conllevaría a resultados deficientes y altas tasas de fracaso.
Originalmente considerado un procedimiento de último recurso, las mejoras en el diseño y los excelentes datos de resultados clínicos han llevado a que la sustitución inversa de hombro reemplace en gran medida a la hemiartroplastia de hombro en la mayoría de los casos, llegando incluso a desafiar a la sustitución anatómica convencional de hombro como el procedimiento de sustitución de hombro más frecuentemente realizado en varios países.

## Usos médicos
Históricamente, la principal razón para llevar a cabo una artroplastia inversa de hombro era tratar la artropatía ocasionada por el desgarro del manguito rotador, que implica una artritis glenohumeral avanzada junto a un desgarro extenso del manguito rotador. Con el aumento en la popularidad de la artroplastia inversa de hombro, las indicaciones se han expandido para abarcar también la "pseudoparálisis" del hombro causada por desgarros masivos del manguito rotador, fracturas en el hombro, severa pérdida ósea en la escápula o el húmero que imposibilita la utilización de implantes estándar, así como procedimientos previos de artroplastia de hombro que no tuvieron éxito.

## Técnicas quirúrgicas

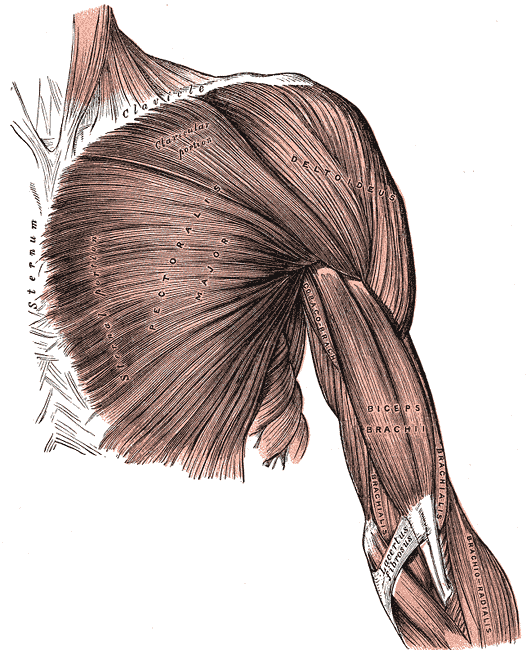
Músculo pectoral mayor

La intervención se realiza mediante un abordaje deltopectoral, en el que se desarrolla el espacio entre el músculo deltoides y el músculo pectoral mayor. El músculo subescapular, uno de los cuatro músculos del manguito rotador, suele ser desprendido para llevar a cabo la operación. Los huesos nativos del húmero y la escápula se preparan mediante un mecanizado preciso para alojar sus respectivos implantes. Al final del procedimiento, el músculo subescapular es típicamente reparado, aunque algunos cirujanos abogan por no reparar este músculo debido al exceso de tensión que se ejerce sobre él debido a la mecánica alterada del diseño de hombro invertido.
Es importante señalar que este es un fenómeno específico del implante, ya que ciertos diseños de hombro invertido interrumpen las relaciones anatómicas normales de manera significativa, mientras que otros intentan restaurar estas relaciones de forma más cercana a lo que se considera la anatomía normal.

### Implantes
Los modernos implantes de hombro invertido constan de múltiples componentes. En el hueso de la escápula, se encuentra una placa base metálica que se fusiona con el hueso de la glenoides original, junto a tornillos y/o clavijas que la aseguran en su lugar. Además, está presente un componente metálico redondeado llamado "glenosfera", el cual se conecta a la placa base mediante diversos mecanismos. En cuanto al húmero, generalmente se emplea un revestimiento cóncavo de polietileno que se articula con la glenosfera convexa y se fija a un vástago humeral que se integra en el húmero natural o se cementa en su posición. Dentro de esta estructura base, existen variaciones múltiples en los diseños de implantes y hasta la fecha no se ha alcanzado un consenso sobre cuál diseño es superior, aunque diversos estudios han demostrado ciertos beneficios en determinadas combinaciones. Un ejemplo de estos modernos sistemas de implante inverso de hombro es el AltiVate Reverse. Puedes encontrar más información acerca de este sistema en la página web de DJO.

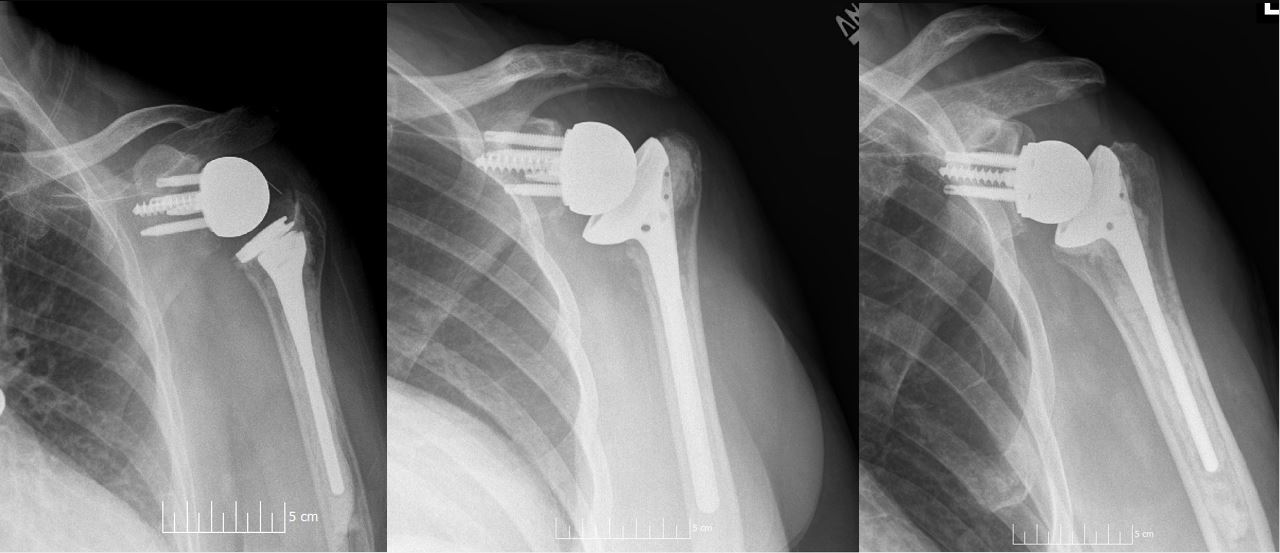
Radiografías simples en vista anteroposterior (AP) de hombros izquierdos en estado post artroplastia inversa de hombro utilizando tres iteraciones de diseño cada una con un ángulo cuello-eje de 135 grados y centro de rotación lateralizado.

## Historia
La artroplastia convencional de hombro (conocida como artroplastia anatómica de hombro) fue desarrollada para tratar la artritis glenohumeral. Consiste en revestir nuevamente la cabeza humeral y la glenoides originales para crear superficies articulares suaves que alivien el dolor y mejoren la amplitud de movimiento. Variantes de este procedimiento se llevaron a cabo ya en 1883. Aunque muchos pacientes experimentan mejoras clínicas notables mediante este método, aquellos con desgarros extensos del manguito rotador han presentado consistentemente resultados insatisfactorios debido a la pérdida de estabilidad proporcionada por estos músculos.
En 1972, el cirujano ortopédico estadounidense Charles S. Neer diseñó una prótesis de hombro con una geometría inversa de la rótula fija en el fémur. Desafortunadamente, su diseño resultó en varios fracasos iniciales, lo que lo llevó a abandonar este concepto. Posteriormente, cirujanos de todo el mundo desarrollaron implantes de rótula invertida, y aunque algunos lograron resultados razonablemente satisfactorios, el concepto no obtuvo una adopción significativa hasta que el cirujano francés Paul Grammont creó su prótesis "Trompette" en 1985. Esta prótesis fue modificada y evolucionó hasta convertirse en la prótesis Delta III en 1991. A medida que la prótesis de rótula invertida de Grammont ganaba popularidad y demostraba resultados confiables, Grammont desarrolló lo que se conoce como los "Principios de Grammont", que eran un conjunto de reglas que explicaban la eficacia de su prótesis y por qué otros diseños de rótula invertida fallaban.
En 1998, el cirujano ortopédico estadounidense Mark Frankle comenzó a desarrollar una prótesis de rótula invertida que se apartaba de los principios tradicionales de Grammont. A partir de 2002, comenzó a patentar este dispositivo, que se denominó Prótesis Inversa de Hombro (Reverse Shoulder Prosthesis, RSP). Muchos expresaron dudas sobre la eficacia de su diseño y plantearon preocupaciones sobre posibles tasas de fracaso elevadas, lo que generó una intensa controversia y debate dentro de la comunidad ortopédica. Tras validar sus teorías mediante rigurosos estudios científicos y llevar a cabo diversas modificaciones clave en el diseño, Frankle finalmente desarrolló un implante capaz de abordar las deficiencias de las prótesis en el estilo de Grammont, a la vez que demostraba una excelente tasa de supervivencia. Desde entonces, varios estudios han respaldado las ventajas de sus principios de diseño, y muchos de los implantes modernos de hombro invertido los han adoptado en su estructura.
Gracias a los resultados exitosos obtenidos en casos de artropatía del manguito rotador, las indicaciones para llevar a cabo una artroplastia inversa de hombro se han ampliado para abarcar situaciones en las que la función del manguito rotador se encuentra comprometida, como fracturas del húmero proximal que no son reconstructibles, secuelas de fracturas, artroplastias de revisión de hombro, inestabilidad del hombro acompañada de artritis y tumores óseos en el húmero proximal.